# Г-точка
Г-точката (на английски: G-spot) е нервно окончание (ганглий), разположено във вътрешността на женското влагалище на горната му предна стена. Обикновено е локализирана между 5 – 8 сантиметра дълбочина. Това е физическа част от половия орган, чието единствено предназначение е да доставя допълнително силно сексуално удоволствие у жената по време на полов акт, което ѝ спомага за по-бързото достигане до оргазъм и потенциално еякулация. Точката носи името на откривателя си – Ернст Грефенберг.
Съществуването на Г-точката е обект на дебати сред научната общност. Въпреки че тя се изследва от 40-те години на XX век, все още има разногласия относно съществуването ѝ като отделна структура. Възможно е Г-точката да е продължение на клитора.
При стимулиране (или просто докосване) Г-точката е свръхчувствителна и би могла да създаде у жената бърз оргазъм. Тя може да бъде достигната и стимулирана както с пръсти, така и с пенис по време на сексуалния акт. По време на секс понякога е нужно двамата партньори да застанат в по-специфична поза, при която членът на партньора пряко да достига, притиска и опира в Г-точката при проникване, което да позволи нейното стимулиране. Оргазмите у жената, предизвикани от стимулиране на Г-точката, обикновено са силни, дълги и често описвани от жените като „разтърсващи“. Прието е, че голяма част от жените и момичетата стимулират с пръсти Г-точката си по време на мастурбация. Достигането, възможността за стимулиране, както и сексуалното удоволствие от стимулиране на Г-точката зависят от много фактори, сред които: анатомични особености на вагината, дълбочина на разположение на Г-точката, дължина и форма на члена на партньора, сексуални умения на партньора, поза на сексуалния акт и други.